# Josef Reyzl
Josef Reyzl (geboren 21. November 1874 in Udwitz, Österreich-Ungarn; gestorben 30. Oktober 1938 in Trebestowitz) war ein österreichisch-tschechoslowakischer Politiker. 

## Leben
Josef Reyzl war Kind einer armen Bergarbeiterfamilie. Er besuchte die Volksschule in Görkau und ging mit dreizehn in die Fabrik. Reyzl arbeitete als Hilfsarbeiter in verschiedenen Webereibetrieben in Ober- und Niederösterreich. In Baden bei Wien wurde er 1890 Mitglied der Sozialdemokratischen Arbeiterpartei. Er war gewerkschaftlich aktiv und organisierte Streiks. Zurück in Böhmen wurde er in Warnsdorf Gewerkschaftsfunktionär und regionaler Journalist für die  Gewerkschaftspresse und die Parteipresse. Als Betriebsobmann der Textilarbeiter wurde er aus politischen Gründen aus einer Webereifabrik entlassen und arbeitete eine Zeit als Textilarbeiter in Deutschland. 1910 übernahm er die Redaktion der Zeitung Volksstimme in Warnsdorf und während des Ersten Weltkriegs verschiedene verwaiste Vorsitze regionaler Partei- und Gewerkschaftsgliederungen. 
Nach Kriegsende wurde er Zeitungsverwalter in Schluckenau und dort gewähltes Mitglied des Gemeinderats. Er war Gründer mehrerer genossenschaftlicher Betriebe in Nordböhmen.
Bei den ersten Parlamentswahlen in der Tschechoslowakei 1920 wurde er für die Deutsche sozialdemokratischen Arbeiterpartei (DSAP) in den Tschechoslowakischen Senat gewählt. Bei den weiteren Wahlen 1925, 1929 und 1935 wurde er jeweils wiedergewählt. In der Partei war er Ersatzmitglied im Parteivorstand und Mitglied der Schiedskommission. Während der Sudetenkrise schied er im September 1938 aus gesundheitlichen Gründen aus dem Gemeinderat und dem Stadtrat von Schluckenau aus. Nach der Annexion des Sudetenlandes durch das Deutsche Reich wurde sein Senatsmandat Ende Oktober annulliert. Reyzl floh angesichts der deutschen Besetzung ins Landesinnere und verunglückte bei einem Autounfall. 